# NGC 5412
NGC 5412 (другие обозначения — UGC 8905, ZWG 336.33, NPM1G +73.0098, PGC 49644) — галактика в созвездии Малая Медведица.
Этот объект входит в число перечисленных в оригинальной редакции «Нового общего каталога».